# Исчисление секвенций
Исчисление секвенций — вариант логических исчислений, использующий для доказательства утверждений не произвольные цепочки тавтологий, а последовательности условных суждений — секвенций. Наиболее известные исчисления секвенций — {\displaystyle \mathbf {LK} } и {\displaystyle \mathbf {LJ} } для классического и интуиционистского исчислений предикатов — построены Генценом в 1934 году, позднее сформулированы секвенциальные варианты для широкого класса прикладных исчислений (арифметики, анализа), теорий типов, неклассических логик.
В секвенциальном подходе вместо широких наборов аксиом используются развитые системы правил вывода, а доказательство ведётся в форме дерева вывода; по этому признаку (наряду с системами натурального вывода) исчисления секвенций относятся к генценовскому типу, в противоположность аксиоматическим гильбертовским исчислениям, в которых при развитом наборе аксиом количество правил вывода сведено к минимуму.
Основное свойство секвенциальной формы — симметричное устройство, обеспечивающее удобство доказательства устранимости сечений, и, как следствие, исчисления секвенций являются основными исследуемыми системами в теории доказательств.

## История
Понятие секвенции для систематического использования в доказательствах в форме дерева вывода ввёл в 1929 году немецкий физик и логик Пауль Герц (нем. Paul Hertz; 1881–1940), но целостного исчисления для какой-либо логической теории в его трудах построено не было. В работе 1932 года Генцен попытался развить подход Герца, но в 1934 году отказался от наработок Герца: ввёл системы натурального вывода {\displaystyle \mathbf {NK} } и {\displaystyle \mathbf {NJ} } для классического и интуиционистского исчислений предикатов соответственно, использующие обычные тавтологии и деревья вывода, и, как их структурное развитие, — секвенциальные системы {\displaystyle \mathbf {LK} } и {\displaystyle \mathbf {LJ} }. Для {\displaystyle \mathbf {LK} } и {\displaystyle \mathbf {LJ} } Генценом доказана устранимость сечения, что дало значительный методологический импульс намеченной Гильбертом теории доказательств: в той же работе Генцен впервые доказал полноту интуиционистского исчисления предикатов, а в 1936 году — доказал непротиворечивость аксиоматики Пеано для целых чисел, расширив её с помощью секвенциального варианта {\displaystyle \mathbf {NK} } трансфинитной индукцией до ординала {\displaystyle \epsilon _{0}}. Последний результат имел также и особую идеологическую значимость в свете пессимизма начала 1930-х годов в связи с теоремой Гёделя о неполноте, согласно которой непротиворечивость арифметики невозможно установить её собственными средствами: нашлось достаточно естественное расширение арифметики логикой, устраняющее это ограничение.
Следующим значительным шагом в развитии секвенциальных исчислений стала разработка в 1944 году Ойвой Кетоненом (фин. Oiva Ketonen; 1913—2000) исчисления для классической логики, все правила вывода в котором обратимы; тогда же Кетонен предложил декомпозиционный подход к поиску доказательств, использующий свойство обратимости. Опубликованное в 1949 году в диссертации Романа Сушко безаксиомное исчисление было близко по форме к построениям Герца, явившись первым воплощением для секвенциальных систем герцевского типа.
В 1952 году Стивен Клини во «Введении в метаматематику» на основе исчисления Кетонена построил интуиционистское исчисление секвенций с обратимыми правилами вывода, там же ввёл исчисления генценовского типа {\displaystyle G3i} и {\displaystyle G3c}, в которых не требовались структурные правила вывода, и, в целом, после публикации книги исчисления секвенций получили известность в широком кругу специалистов.
Начиная с 1950-х годов основное внимание уделено переносу результатов о непротиворечивости и полноте на исчисления предикатов высших порядков, теории типов, неклассические логики. В 1953 году Гаиси Такеути (яп. 竹内外史; 1926—2017) построил исчисление секвенций для простой теории типов, выражающей исчисления предикатов высших порядков, и предположил, что для него имеет место устранимость сечений (гипотеза Такеути). В 1966 году Уильям Тэйт (англ. род. 1929) доказал устранимость сечений для логики второго порядка, вскоре гипотеза была полностью доказана в работах Мотоо Такахаси и Дага Правица (швед. Dag Prawitz; род. 1936). В 1970-е годы результаты значительно расширены: Драгалиным найдены доказательства устранимости сечений для серии неклассических логик высших порядков, а Жирар — для системы F.
Начиная с 1980-х годов секвенциальные системы играют ключевую роль в развитии систем автоматического доказательства, в частности, разработанное Тьерри Коканом и Жераром Юэ в 1986 году секвенциальное исчисление конструкций — полиморфное λ-исчисление высшего порядка с зависимыми типами, занимающее высшую точку в λ-кубе Барендрегта — используется как основа программной системы Coq.

## Основные понятия
Секвенцией называется выражение вида {\displaystyle \Gamma \rightarrow \Delta }, где {\displaystyle \Gamma } и {\displaystyle \Delta } — конечные (возможно пустые) последовательности логических формул, называемые цедентами: {\displaystyle \Gamma } — антецедентом, а {\displaystyle \Delta } — сукцедентом (иногда — консеквентом). Интуитивный смысл, закладываемый в секвенцию {\displaystyle A_{1},\ldots ,A_{n}\rightarrow B_{1},\ldots ,B_{m}} — если выполнена конъюнкция формул антецедента {\displaystyle A_{1}\land \ldots \land A_{n}}, то имеет место (выводится) дизъюнкция формул сукцедента {\displaystyle B_{1}\lor \ldots \lor B_{m}}. Иногда вместо стрелки в обозначении секвенции используется знак выводимости ({\displaystyle \Gamma \vdash \Delta }) или знак импликации ({\displaystyle \Gamma \Rightarrow \Delta }).
Если антецедент пуст ({\displaystyle \rightarrow B_{1},\ldots ,B_{m}}), то подразумевается выполнение дизъюнкции формул сукцедента {\displaystyle B_{1}\lor \ldots \lor B_{m}}; пустой сукцедент ({\displaystyle A_{1},\ldots ,A_{n}\rightarrow }) интерпретируется как противоречивость конъюнкции формул антецедента. Пустая секвенция {\displaystyle \rightarrow } означает, что в рассматриваемой системе имеется противоречие. Порядок формул в цедентах значимым не является, однако количество вхождений экземпляра формулы в цедент имеет значение. Запись в цедентах в виде {\displaystyle A,\Gamma } или {\displaystyle \Gamma ,A}, где {\displaystyle \Gamma } — последовательность формул, а {\displaystyle A} — формула, означает добавление формулы {\displaystyle A} в цедент (возможно, в ещё одном экземпляре).
Аксиомами считаются исходные секвенции, принимаемые без доказательств; в секвенциальном подходе число аксиом минимизируется, так, в генценовских исчислениях {\displaystyle \mathrm {LK} } и {\displaystyle \mathrm {LJ} } задаётся только одна схема аксиом — {\displaystyle A\rightarrow A}. Правила вывода в секвенциальной форме записываются как следующие выражения:
{\displaystyle {\cfrac {\;S_{1}\;}{T}}} и {\displaystyle {\cfrac {\;S_{1}\;\;\;S_{2}\;}{\;\;T}}},
интерпретируются они как утверждение о выводимости из верхней секвенции {\displaystyle S_{1}} (верхних секвенций {\displaystyle S_{1}} и {\displaystyle S_{2}}) нижней секвенции {\displaystyle T}. Доказательство в секвенциальных исчислениях (как и в системах натурального вывода) записывается в древовидной форме сверху вниз, например:
{\displaystyle {\cfrac {{\cfrac {\;S_{1}\;\;\;S_{2}\;}{\;T_{1}}}\;\;\;\;{\cfrac {\;S_{3}\;}{T_{2}}}}{U}}},
где каждая черта означает непосредственный вывод — переход от верхних секвенций к нижней согласно какому-либо из принятых в данной системе правил вывода. Таким образом, существование дерева вывода, начинающегося от аксиом (начальных секвенций), и приводящих к секвенции {\displaystyle S}, означает её выводимость в данной логической системе: {\displaystyle \vDash S}.

## Классическое генценовское исчисление секвенций
Наиболее часто применяемым исчислением секвенций для классического исчисления предикатов является система {\displaystyle \mathbf {LK} }, построенная Генценом в 1934 году. В системе одна схема аксиом — {\displaystyle A\rightarrow A} и 21 правило вывода, которые делятся на структурные и логические.
Структурные правила ({\displaystyle A}, {\displaystyle B} — формулы, {\displaystyle \Gamma }, {\displaystyle \Delta }, {\displaystyle \Theta }, {\displaystyle \Lambda } — списки формул):
- ослабление слева: {\displaystyle {\cfrac {\qquad \Gamma \ \rightarrow \ \Delta \ }{\ A,\ \Gamma \ \rightarrow \ \Delta }}} и справа: {\displaystyle {\cfrac {\Gamma \ \rightarrow \ \Delta \quad }{\ \Gamma \ \rightarrow \ \Delta ,\ A}}};
- сокращение слева: {\displaystyle {\cfrac {\,\,A,\ A,\ \Gamma \ \rightarrow \ \Delta }{\qquad A,\ \Gamma \ \rightarrow \ \Delta \ }}} и справа: {\displaystyle {\cfrac {\Gamma \ \rightarrow \ \Delta ,\ A,\ A}{\,\,\,\Gamma \ \rightarrow \ \Delta ,\ A\qquad }}};
- перестановка слева: {\displaystyle {\cfrac {\ \Gamma ,\ A,\ B,\ \Theta \ \rightarrow \ \Delta \ }{\ \Gamma ,\ B,\ A,\ \Theta \ \rightarrow \ \Delta }}} и справа: {\displaystyle {\cfrac {\ \Gamma \ \rightarrow \ \Delta ,\ A,\ B,\ \Lambda \ }{\ \Gamma \ \rightarrow \ \Delta ,\ B,\ A,\ \Lambda \ }}},
- сечение: {\displaystyle {\cfrac {\ \Gamma \ \rightarrow \ \Delta ,\ A\qquad A,\ \Theta \ \rightarrow \ \Lambda \ }{\Gamma ,\ \Theta \ \rightarrow \ \Delta ,\ \Lambda }}}.

Логические пропозициональные правила предназначены для добавления в вывод пропозициональных связок:
- {\displaystyle \lnot }-слева: {\displaystyle {\cfrac {\qquad \Gamma \ \rightarrow \ \Delta ,\ A}{\ \lnot A,\ \Gamma \ \rightarrow \ \Delta \qquad }}}; {\displaystyle \lnot }-справа: {\displaystyle {\cfrac {A,\ \Gamma \ \rightarrow \ \Delta \qquad }{\qquad \Gamma \ \rightarrow \ \Delta ,\ \lnot A\ }}};
- {\displaystyle \land }-слева: {\displaystyle {\cfrac {\qquad A,\ \Gamma \ \rightarrow \ \Delta }{\ A\land B,\ \Gamma \ \rightarrow \ \Delta \ }}} и {\displaystyle {\cfrac {\qquad B,\ \Gamma \ \rightarrow \ \Delta }{\ A\land B,\ \Gamma \ \rightarrow \ \Delta \ }}}; {\displaystyle \land }-справа: {\displaystyle {\cfrac {\Gamma \ \rightarrow \ \Delta ,\ A\qquad \Gamma \ \rightarrow \ \Delta ,\ B}{\ \qquad \ \Gamma \ \rightarrow \ \Delta ,\ A\land B\ }}},
- {\displaystyle \lor }-слева: {\displaystyle \ {\cfrac {A,\ \Gamma \ \rightarrow \ \Delta \qquad B,\ \Gamma \ \rightarrow \ \Delta \ }{\ A\lor B,\ \Gamma \ \rightarrow \ \Delta \ \qquad }}}; {\displaystyle \lor }-справа: {\displaystyle {\cfrac {\Gamma \ \rightarrow \ \Delta ,\ A\qquad }{\ \Gamma \ \rightarrow \ \Delta ,\ A\lor B\ }}} и {\displaystyle {\cfrac {\Gamma \rightarrow \Delta ,\ B\qquad }{\ \Gamma \rightarrow \Delta ,\ A\lor B\ }}},
- {\displaystyle \Rightarrow }-слева: {\displaystyle \ {\cfrac {\Gamma \ \rightarrow \ \Delta ,\ A\qquad \qquad B,\ \Theta \ \rightarrow \ \Lambda \ }{A\Rightarrow B,\ \Gamma ,\ \Theta \ \rightarrow \ \Delta ,\Lambda \qquad }}} и {\displaystyle \Rightarrow }-справа: {\displaystyle {\cfrac {A,\ \Gamma \ \rightarrow \ \Delta ,\ B\qquad }{\qquad \Gamma \ \rightarrow \ \Delta ,\ A\Rightarrow B\ }}}.

Логические кванторные правила вводят кванторы всеобщности и существования в вывод ({\displaystyle F(a)} — формула со свободной переменной {\displaystyle a}, {\displaystyle t} — произвольный терм, а {\displaystyle F(t)} — замена всех вхождений свободной переменной {\displaystyle a} на терм {\displaystyle t}):
- {\displaystyle \forall }-слева: {\displaystyle {\cfrac {\qquad F(t),\ \Gamma \ \rightarrow \ \Delta }{\ \forall x:F(x),\ \Gamma \ \rightarrow \ \Delta \ }}} и {\displaystyle \forall }-справа: {\displaystyle {\cfrac {\Gamma \ \rightarrow \ \Delta ,\ F(a)\qquad }{\ \Gamma \ \rightarrow \ \Delta ,\ \forall x:F(x)}}};
- {\displaystyle \exists }-слева: {\displaystyle {\cfrac {\qquad F(a),\ \Gamma \ \rightarrow \ \Delta }{\ \exists x:F(x),\ \Gamma \ \rightarrow \ \Delta \ }}} и {\displaystyle \exists }-справа: {\displaystyle {\cfrac {\Gamma \ \rightarrow \ \Delta ,\ F(t)\qquad }{\ \Gamma \ \rightarrow \ \Delta ,\ \exists x:F(x)}}}.

Дополнительное условие в кванторных правилах — невхождение свободной переменной {\displaystyle a} в нижние формулы секвенций в правилах {\displaystyle \forall }-справа и {\displaystyle \exists }-слева.
Пример {\displaystyle \mathbf {LK} }-вывода закона исключённого третьего:
{\displaystyle {\cfrac {\cfrac {\cfrac {\cfrac {\cfrac {A\ \rightarrow \ A\qquad }{\qquad \quad \rightarrow \ A,\ \lnot A\qquad }}{\qquad \qquad \rightarrow \ A,\ A\lor \lnot A\quad }}{\qquad \quad \rightarrow \ A\lor \lnot A,\ A}}{\qquad \qquad \qquad \ \rightarrow \ A\lor \lnot A,\ A\lor \lnot A\quad }}{\quad \ \rightarrow \ A\lor \lnot A}}}
— в нём вывод начат с единственной аксиомы, далее — последовательно применены правила {\displaystyle \lnot }-справа, {\displaystyle \lor }-справа, перестановка справа, {\displaystyle \lor }-справа и сокращение справа.
Исчисление {\displaystyle \mathbf {LK} } эквивалентно классическому исчислению предикатов первой ступени: формула {\displaystyle A} общезначима в исчислении предикатов тогда и только тогда, когда в {\displaystyle \mathbf {LK} } выводима секвенция {\displaystyle \rightarrow A}. Ключевой результат, который назван Генценом «основной теоремой» (нем. Hauptsatz) — возможность провести любой {\displaystyle \mathbf {LK} }-вывод без применения правила сечения, именно благодаря этому свойству устанавливаются все основные свойства {\displaystyle \mathbf {LK} }, в том числе корректность, непротиворечивость и полнота.

## Интуиционистское генценовское исчисление секвенций
Исчисление {\displaystyle \mathbf {LJ} } получается из {\displaystyle \mathbf {LK} } добавлением ограничения на сукцеденты секвенций в правилах вывода: в них допустимо использование только одной формулы, а правила перестановки справа и сокращения справа (оперирующие с нескольким формулами в сукцедентах) исключаются. Таким образом, при минимальных модификациях получается система, в которой невыводимы законы двойного отрицания и исключённого третьего, но действуют все прочие основные логические законы, и, например, выводима эквивалентность {\displaystyle \lnot \lnot \lnot A\Leftrightarrow \lnot A}. Полученная система эквивалентна интуиционистскому исчислению предикатов с аксиоматикой Гейтинга. В исчислении {\displaystyle \mathbf {LJ} } также устранимы сечения, оно также корректно, непротиворечиво и полно, притом последний результат для интуиционистского исчисления предикатов впервые получен именно для {\displaystyle \mathbf {LJ} }.

## Нестандартные исчисления секвенций
Создано большое количество эквивалентных и удобных для тех или иных целей вариантов исчисления секвенций для классической и интуиционистской логик. Часть таких исчислений наследует построение Генцена, применённое при доказательстве непротиворечивости арифметики Пеано, и включает элементы систем натурального вывода, среди таковых — система Саппса (англ. Patrick Suppes; 1922–2014) 1957 года (почерпнутая из замечаний Фейса и Ладриера к французскому переводу статьи Генцена), и её усовершенствованная версия, опубликованная в 1965 году Леммоном (англ. John Lemmon; 1930–1966), устраняющие практические неудобства использования изначальной нутрально-секвенциальной Генцена. Более радикальные усовершенствования для практического удобства вывода натурального типа в секвенциальных исчислениях были предложены Хермесом (нем. Hans Hermes; 1912–2003): в его системе для классической логики применены две аксиомы ({\displaystyle A\rightarrow A} и {\displaystyle \rightarrow A=A}, а в правилах вывода пропозициональные связки используются не только в сукцедентах, но и в антецедентах, притом как в нижних, так и в верхних секвенциях.

## Симметрия
Секвенциальным исчислениям присуща симметрия, естественно выражающая двойственность, в аксиоматических теориях формулируемую законами де Моргана.